# Parascopas mesai
Parascopas mesai är en insektsart som beskrevs av Ronderos 1982. Parascopas mesai ingår i släktet Parascopas och familjen gräshoppor. Inga underarter finns listade i Catalogue of Life.